# ミミズ堆肥

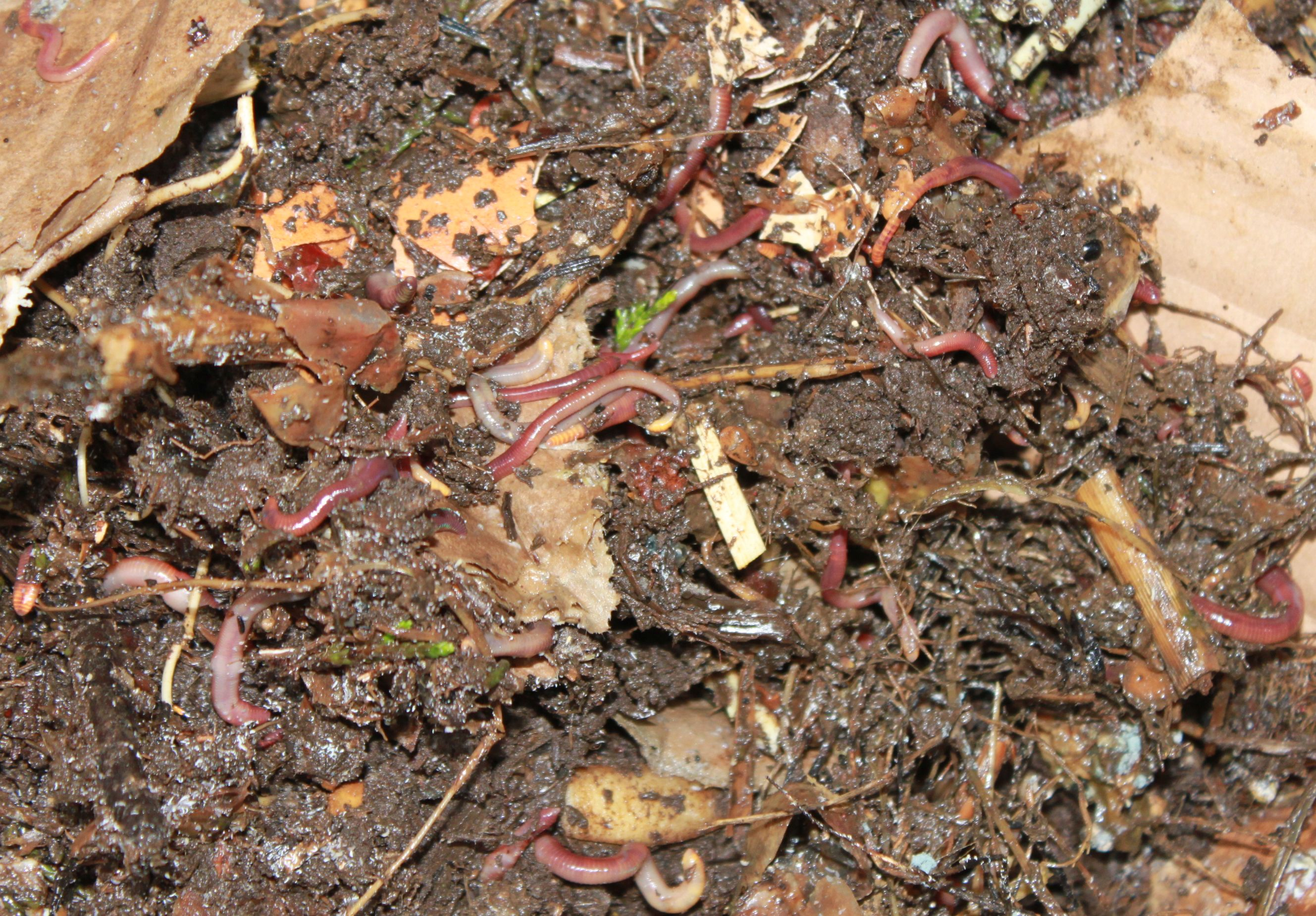
ミミズ堆肥

ミミズ堆肥（ミミズたいひ、Vermicompost あるいは Worm compost等）は、数種のミミズを用いて有機物を分解することで得られる。ミミズ堆肥は、栄養が豊かな天然肥料、あるいは土質の調節剤となる。ミミズ堆肥の生産の過程は、ミミズ堆肥化と呼ばれている。小規模のものは、食品残さや調理くずのような台所の生ゴミを質の高い土に変えるのに適している。
最もよく使われているミミズの種類は、ツリミミズ科のシマミミズ (Eisenia fetida) であり、特に腐った植物や堆肥等に適応し、普通の土壌ではほとんど見つからない。堆肥化に使えるミミズは、ミミズ養殖業者からの通信販売や、釣り道具店から釣りえさとして入手できる。逆にヒトツモンミミズなど、落葉の下によく生息しているフトミミズ科のミミズは食性が違い、堆肥化には適さない。
健全なミミズ堆肥の装置は、ミミズの他に昆虫、カビ、バクテリアのような生物が含まれている。堆肥化への過程ではこれらの生物も一定の役割を果たしているとは言え、ミミズが堆肥化への主要な役割を演じている。

## 容器
ミミズ堆肥の容器は、その用途や規模に応じて大きく異なる。

### 小規模の場合

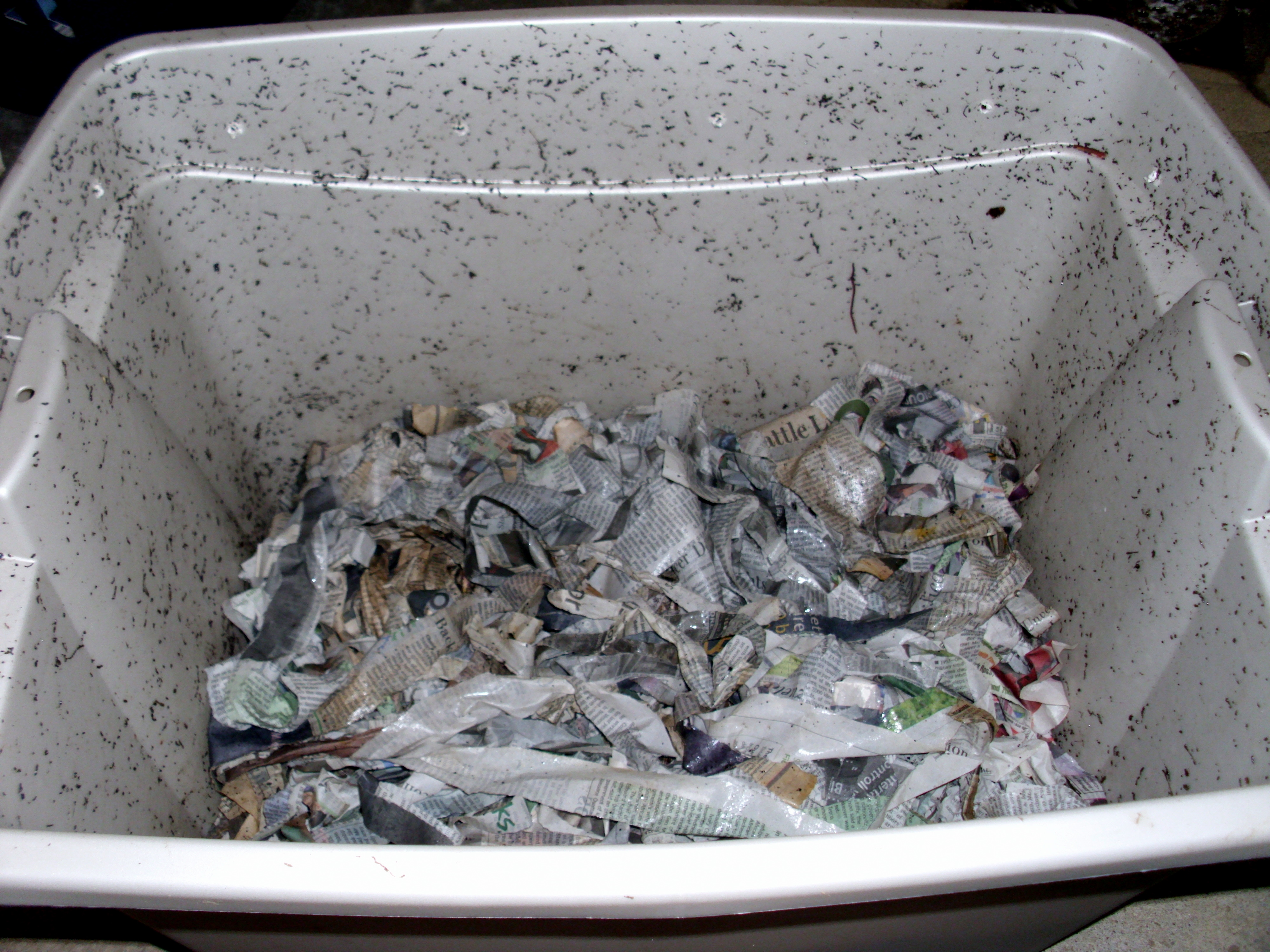
単独型
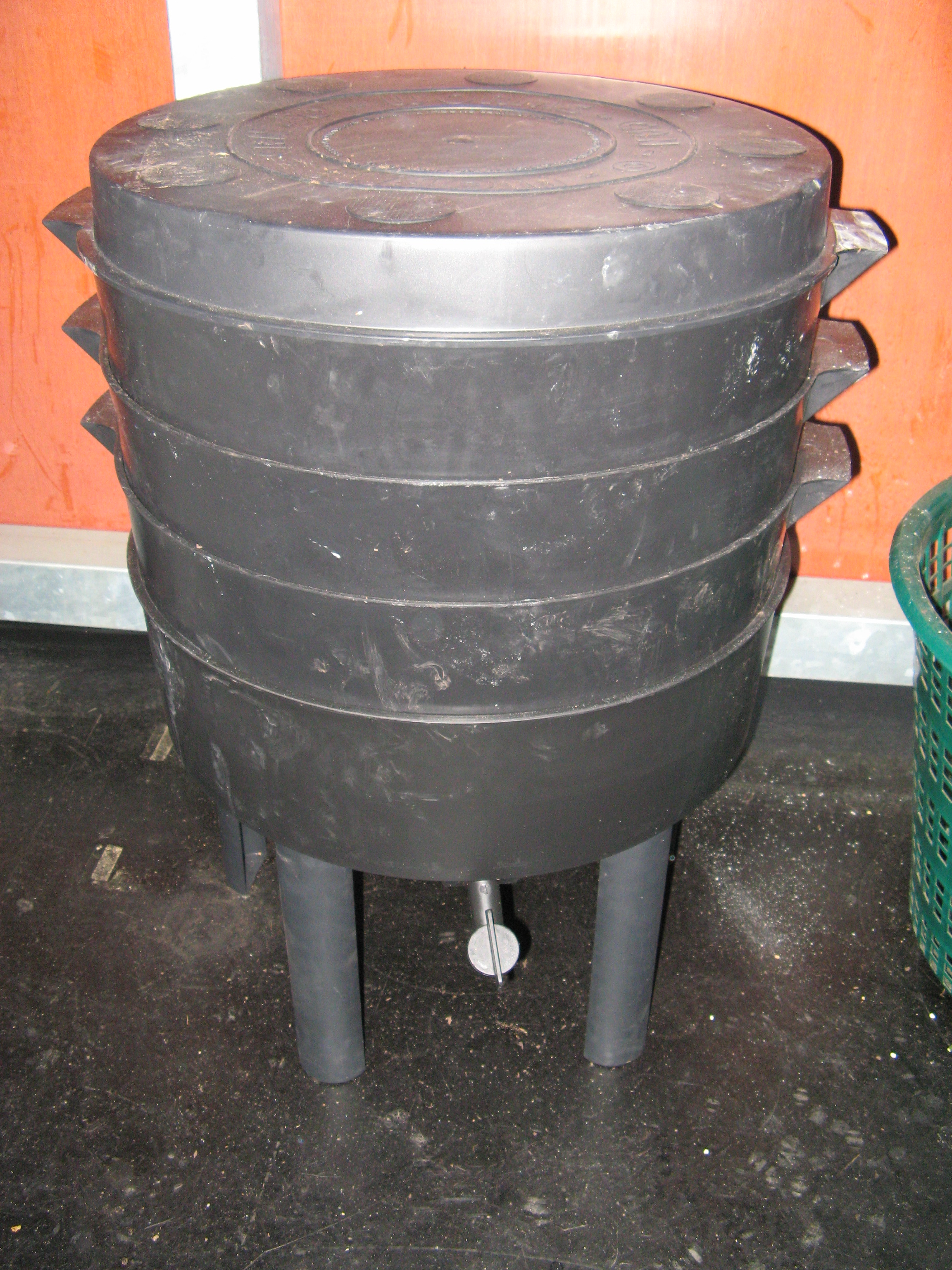
垂直型
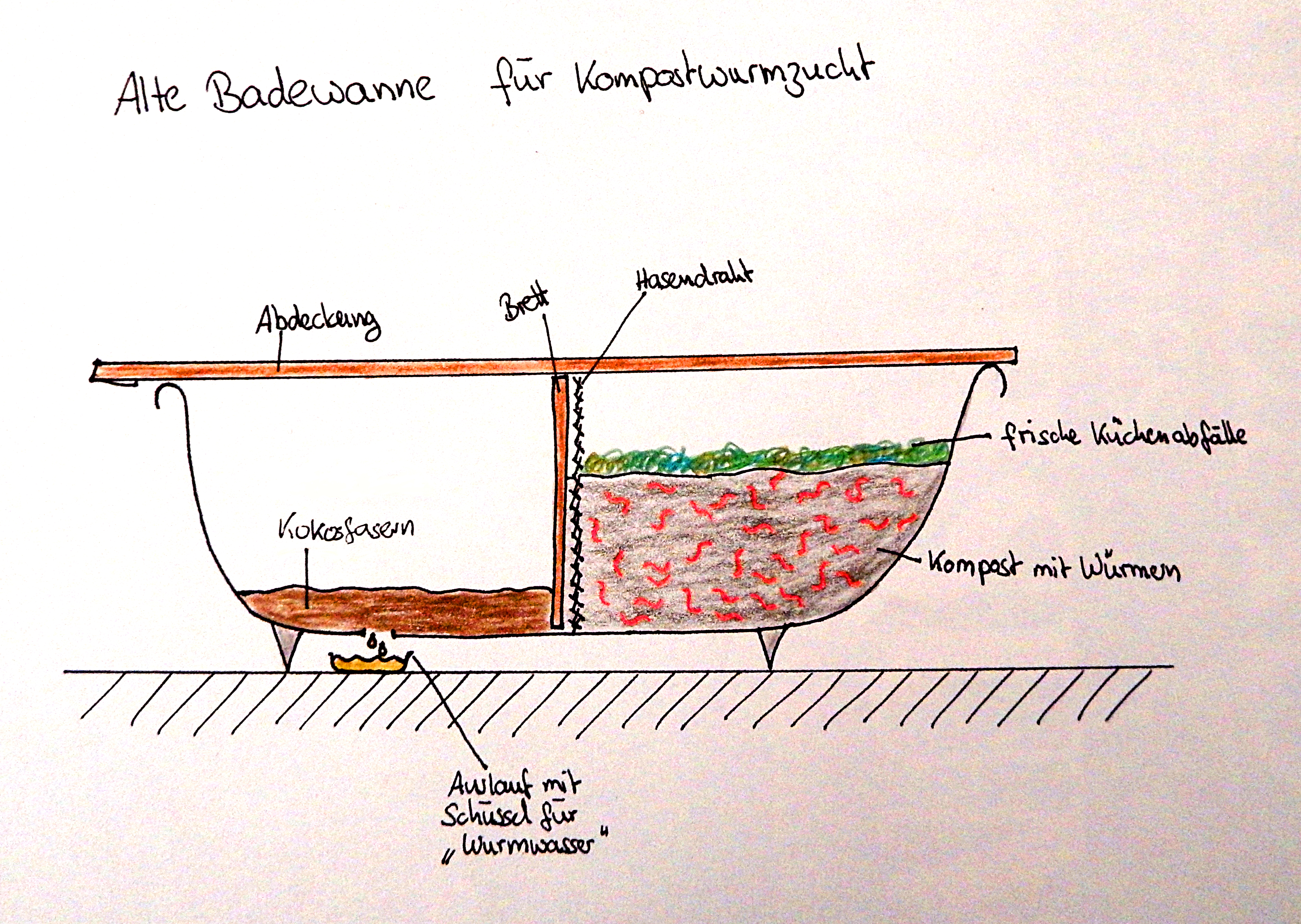
水平型

小規模のミミズ堆肥化装置には、いろいろな幅の広い容器が使える。また、専用の容器を作ることもあり、既製品もある。一般に、容器は古いプラスチックの入れ物や、木、スタイロフォーム等から出来ている。
容器の材料によっては、適さないものもある。スタイロフォームは、ミミズに有害な物質を放出すると言われている。金属容器は、熱の伝導が良すぎること、錆びやすいこと、重金属を堆肥に放出することなどが往々にして問題となる。
容器は、通気を確保するための空気穴が側面に、堆肥の取り出し口が下面に設けられることが多い。プラスチックの容器は、非吸湿性であることから、木製のものよりも大きな取り出し口が必要となる。通常、小規模容器の構造は、どこに容器を収納しようとしているか、どのように餌をやるつもりでいるかにより決まる。ほとんどの小規模容器は以下の3種類に分類することが出来る。
単独型
単一容器によるもの。敷材を容器の底面に敷く。ミミズと、堆肥のための有機物素材を敷材の上に載せる。その上に敷材を覆いとして載せると、ミミズは有機物と敷材の肥料化を始める。この種の容器は、小さく、構造が簡単であるのでしばしば利用される。しかし、肥料として回収するときに、全ての材料とミミズをすっかり空にしなければならないのが、やや難点である。
連続型
縦や横の複数の区画からなり、食物源に移動するミミズの習性を利用して、簡単に堆肥を収穫できる。
垂直型
縦に積み重ねられた一連の容器からなる。単独型と同様に、最も下となる容器に敷材、ミミズ、有機物、覆いが詰められ、堆肥化が進んでから、下の容器はそのままにして、さらに上の容器へ有機物と敷材を加える。ミミズは、下の容器に肥料を作り終え、餌がなくなると、上の容器に移動する。ミミズが十分移動した後、下の容器を取り外し、ミミズを含まない堆肥を収穫する。この方法は、単独型より堆肥を取り出すことが簡単になる。
水平型
横に並べられた（または、分割された）容器からなる。通常、容器は横に分割するか、複数の容器を横に並べる。通常、目の粗い金網によって半分に分割され、片方は、堆肥化が完了するまで使用され、もう一方は、敷材と有機物で満たされる。時間が経つと、ミミズは餌のあるほうに移動し、残された堆肥を収穫することが出来る。この種の容器は堆肥の収穫が簡単であり、単独型より大きくなるが、それでも屋内で使用することができるくらい小さくできる。
- 単独型
- 垂直型
- 水平型

### 大規模の場合
大規模なミミズ堆肥化システムには、物理的な容器を組み込むことが実用的でないとして、通常、大きい容器の代わりに、ミミズが生息する敷材を利用する。有機物は、敷材に加えられる。敷材には、ミミズが逃げるのを防ぐ障壁はないが、ミミズは餌となる有機物が豊富にあると、その周囲に集まり、外へ逃げない。また敷材は外敵がミミズを害するのを防ぐために使用される。大規模の敷材の特性として、餌となる有機物が食べられると、新たな餌を求めてミミズが集団で移動するため、残された堆肥を簡単に収穫できる。

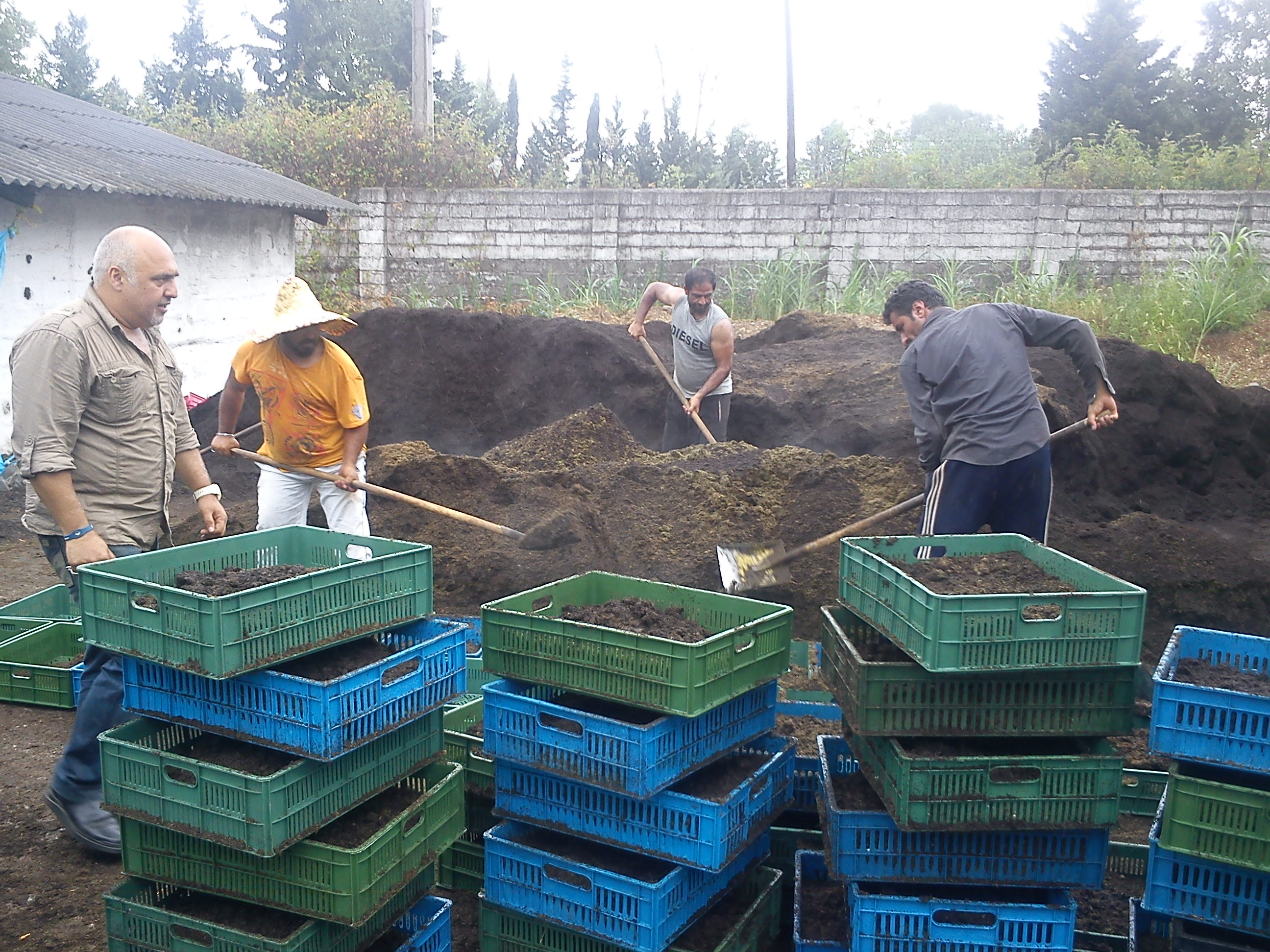
屋外での大規模ミミズ堆肥化の例
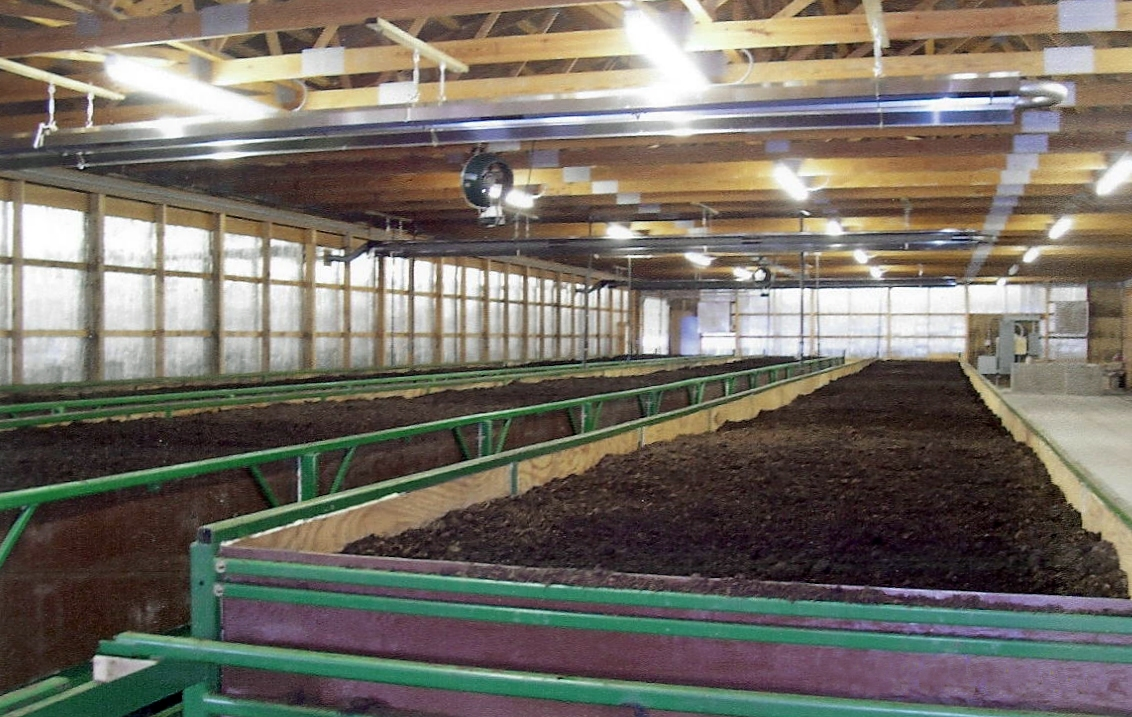
屋内での大規模ミミズ堆肥化の例

## 使い始め
ミミズ堆肥容器を使い始めるとき、容器に湿気の多い敷材を入れ、次に、できるだけ多くのミミズを入れる。始めに、1日にミミズの体重の半分以下の台所の食べ残しを餌として与える。ミミズが環境に馴染んだ後は、1日にミミズの体重と同量まで与えることができる。

## 敷材
敷材はミミズの棲家であり、食物でもある。炭素分の多い物質で、ミミズの自然界での生息地である枯葉に相当する。敷材は、ミミズが呼吸し、有機物分解を容易にするために、湿気が多く、低密度のものを利用すべきである。
敷材の材料として、大豆インキなどを使用した新聞紙、おがくず、干草、段ボール紙、ピートモス、未熟堆肥などを使用することができる。　
ミミズに有害な物質を含むとして、新聞の光沢紙、雑誌、ダイレクトメール、およびシュレッダーに掛けられたオフィスからの古紙（重金属や石油を使用したインクを含むもの）が避けられることがある。敷材を工夫することにより、有機物を加えやすく、堆肥を収穫しやすくすることができる。

## 温度
ミミズを使った堆肥システムの場合、12-21℃が好適である。肥料床の温度が0℃以下になったり、30℃を超えないようにすべきである。

## 台所の生ゴミ
野菜
多量の生ゴミが加えられると、ミミズが処理しきれないため、廃棄物になる。ミミズが働きやすくするため、敷材のためにシュレッダーにかけた新聞のような炭素分の多い「茶色のもの」、台所の食べ残しなどの窒素分が多い「緑色のもの」の間のバランスを維持しなければならない。これは、しばしば「炭素窒素比（C/N比）」と呼ばれ、およそ2:1で炭素分を多めにすべきである。「茶色のもの」の層で台所の食べ残しを覆うと、においや昆虫問題を減少させることがある。殺虫剤がスプレーされた刈り芝などの植物を避けるべきである。小規模の容器では、バナナの皮に付着したポストハーベスト農薬がミミズを全滅させることがある。
肉
肉片に含まれる蛋白質と脂肪はミミズ堆肥化容器で処理できるが、腐食昆虫を引き付ける傾向があり、これが問題となることがある。ミミズは骨や合成繊維を処理することができない。
適切な湿度の維持に注意する必要がある。単独型のミミズ堆肥化容器では、余分な水分を蛇口から排出して、植物へ液肥として使用することができる。連続型の容器は、敷材に湿気が保持されにくいので、水分を加えることがある。柑橘類皮の芳香成分であるd-リモネンにより酸性に偏るため、一握りの石灰を加えて、酸性を中和する必要があるといわれる。
pHレベルは、中性か弱アルカリ性にすべきである。コーヒーかすは、酸性が強いとして避けられることがあるが、分析結果はpH6.2の弱酸性を示す。
多量の油脂によりミミズの皮膚呼吸が妨げられる場合がある。ミミズはたまねぎ、にんにく、または塩蔵品などの多量の香辛料を含む食物を好まないと言われる。
堆肥の過程のなかで、ミミズと他の微生物が酸素を必要とするので、容器は通気を確保する必要がある。堆肥容器に空気穴をあけるか、または連続型容器を使用して、定期的に肥料化されたものを取り除くことによって、通気を確保することができる。十分な酸素が供給されない場合、嫌気性腐敗により強い悪臭を発生する。またこれに伴いアメリカミズアブやコウカアブが発生することがある。ただしこれらのミズアブ科も同じく生ゴミを主な餌とするため、益虫とみなしてあえて駆除せずに共存させたり、更にはニワトリなどの家畜・家禽や養殖魚の生き餌とするためにこちらの種を飼育する場合もある。

## 有機物の加え方
容器に有機物を加えるには2つの方法がある。
- 上に載せる：有機物を、直接敷材の上に置き、さらに別の敷材で覆う。有機物を与えるときはこれを繰り返す。
- ポケットえさ：有機物を分割し敷材の下に場所を変えながら埋める。敷材が不足してきたら、上から敷材を加える。

ミミズ堆肥化には、両方の方法を組み合わせて使う。露出した有機物は、ミバエを引き付けることがあるので、敷材で覆うことが重要である。

## 問題
匂い
通常、通気不足や容器内の窒素分が多い有機物の過剰による。嫌気性腐敗による悪臭を防ぐため、空気穴をあける。匂いを抑えるために、紙や乾燥葉などの炭素分の多い有機物を加えるとよいが、多量の炭素質は分解を遅らせる。
虫
多量の台所の食べ残しや肉はハエを引き付ける。ハエが入り込まない構造の容器により防ぐことはできるが、同時に空気の出入りも難しくなる。また、アリが問題となることがある。普通の蚊避け網戸は目が粗いため、ミバエやアリを完全に防ぐことができない。
生態系への影響
使用するミミズが外来種の場合、在来種を駆逐するなどの影響を与えることがあるため、ミミズを含む堆肥は自然界に投棄してはならない。
悪質商法
1976年からのミミズ養殖のブームで、養殖したミミズやミミズ糞を高価に買い取るとしながら、不十分な養殖方法指導や、ミミズと糞の販路が確保されないままでの投資募集による被害が社会問題となった。現在も悪質なミミズ養殖投資募集があると言われる。